# Billie Jean King Cup 2024 kwalificatieronde Wereldgroep
De Billie Jean King Cup 2024 kwalificatieronde Wereldgroep was de eerste fase van de Billie Jean King Cup 2024. De wedstrijden werden gespeeld op vrijdag 12 en zaterdag 13 april 2024.

## Deelnemers
Zestien landen namen deel aan de kwalificatieronde:
geplaatst
1. Australië
2. Zwitserland
3. Frankrijk
4. Verenigde Staten
5. Kazachstan
6. Duitsland
7. Slowakije
8. Roemenië

geloot
- Mexico
- Polen
- Verenigd Koninkrijk
- België
- Japan
- Brazilië
- Slovenië
- Oekraïne

## Reglement
Het ITF BJK Cup comité bepaalt welke landen geplaatst worden, aan de hand van de ITF BJK Cup Nations Ranking. Hun tegenstanders worden door loting bepaald. Welk land thuis speelt, hangt af van hun vorige ontmoeting (om de andere), dan wel door loting als zij niet eerder tegen elkaar speelden. Een landenwedstrijd bestaat uit (maximaal) vijf "rubbers": vier enkelspelpartijen en een dubbelspelpartij. Het land dat drie "rubbers" wint, is de winnaar van de landenwedstrijd.
De winnende landen krijgen een kans om de beker te winnen. Zij doen dat door deel te nemen aan het eindtoernooi.
De verliezende landen krijgen een kans om zich te behoeden voor degradatie naar hun regionale zone. Zij doen dat door deel te nemen aan de play-offs.

## Loting en uitslagen
Bron: 
| locatie           | ondergrond    | thuisspelend land    | uitslag | uitspelend land     |
| ----------------- | ------------- | -------------------- | ------- | ------------------- |
| Brisbane          | hardcourt     | Australië (1)        | 4–0     | Mexico              |
| Biel              | hardcourt (i) | Zwitserland (2)      | 0–4     | Polen               |
| Le Portel         | gravel (i)    | Frankrijk (3)        | 1–3     | Verenigd Koninkrijk |
| Orlando           | hardcourt     | Verenigde Staten (4) | 4–0     | België              |
| Tokio             | hardcourt (i) | Japan                | 3–1     | Kazachstan (5)      |
| São Paulo         | gravel (i)    | Brazilië             | 1–3     | Duitsland (6)       |
| Bratislava        | hardcourt (i) | Slowakije (7)        | 4–0     | Slovenië            |
| Fernandina Beach1 | gravel        | Oekraïne             | 2–3     | Roemenië (8)        |

1 Door de oorlogssituatie in Oekraïne kon de gastheer niet in eigen land spelen.

### Vervolg
- Door hun winst in de kwalificatieronde gingen Australië, Duitsland, Japan, Polen, Roemenië, Slowakije, Verenigd Koninkrijk en Verenigde Staten naar het eindtoernooi.
- België, Brazilië, Frankrijk, Kazachstan, Mexico, Oekraïne, Slovenië en Zwitserland gingen naar de play-offs.